# فرنسيسكو فرتادو
فرنسيسكو فرتادو (بالبرتغالية: Francisco Furtado‏) هو مجدف برازيلي، (و. 1917  م).

## وصلات خارجية
- فرنسيسكو فرتادو على موقع الاتحاد الدولي للتجديف (الإنجليزية)
- فرنسيسكو فرتادو على موقع أوليمبيديا (الإنجليزية)